# Guibemantis kathrinae
Guibemantis kathrinae é uma espécie de anfíbio anuros da família Mantellidae. Está presente em Madagáscar. A UICN classificou-a como vulnerável.